# Carlos Fernández Cuenca
Carlos Fernández Cuenca (Madrid, 1904 - Madrid, 1977) va ser un periodista, historiador del cinema i crític de cinema espanyol. Al llarg de la seva carrera va ocupar diversos càrrecs oficials, i va ser fundador i primer director de la Filmoteca Espanyola.

## Biografia
Es va llicenciar en dret i en filosofia i lletres per la Universitat Central de Madrid. En la seva joventut va treballar com a redactor dels diaris La Época, La Voz i El Nacional. Des del 1931 també va col·laborar, al costat d'Onésimo Redondo i Javier Martínez de Bedoya, en la redacció del periòdic feixista Libertad de Valladolid. En aquesta època va ser autor de diverses obres, com Historia anecdótica del Cinema (1930) i Panorama del Cine en Rusia (1930). Durant la Guerra Civil es va alinear del costat del Bàndol franquista.
Després de la instauració del Règim franquista, durant la postguerra va ocupar nombrosos càrrecs polítics, com a cap del Sindicat Nacional de l'Espectacle i del Sindicat Espanyol Universitari (SEU), o conseller nacional del Movimiento. A més, va estar al capdavant del Departament Nacional de Cinematografia i de la revista Primer Plno. Més enllà dels seus càrrecs oficials, va ser redactor de Marca, crític de Ràdio Nacional d'Espanya (RNE) i del diari Ya. Com a cap del Departament Nacional de Cinematografia va participar en la signatura de l'Acord Cinematogràfic Hispano-Italià de 1942, en plena contesa mundial, pel qual tots dos països estrenyerien la seva cooperació en matèria cinematogràfica. Durant l'etapa franquista es va convertir en el principal historiador espanyol sobre cinema, sent a més el fundador —i primer director— de la Filmoteca Nacional en 1953. També va ser director de l'Escola Oficial de Cinema i del Festival de Cinema de Sant Sebastià.

## Família
És besoncle segon del poeta i filòleg Luis Alberto de Cuenca.

## Premis
Medalles del Cercle d'Escriptors Cinematogràfics
| Any  | Categoria              | Treball            |
| ---- | ---------------------- | ------------------ |
| 1945 | Millor labor literària |                    |
| 1948 | Millor labor literària | A RNE              |
| 1949 | Millor llibre          | Historia del cine' |
| 1963 | Premi José de la Cueva | Labor periodística |

## Obres
- Historia anecdótica del cinema (1930)
- Cervantes y el cine (1947)
- Bibliografía cinematográfica española (1956)
- 30 años de documental de arte en España: (Filmografía y estudio) (1967)
- La guerra de España y el Cine (1972)